# Wolfgang-Paul-Preis
Der Wolfgang Paul Preis war ein nach Wolfgang Paul benannter Preis der Alexander-von-Humboldt-Stiftung. 2001 wurden 14 Wissenschaftler damit ausgezeichnet, mit Preisgeldern von jeweils bis 2,3 Millionen Euro aus dem Topf des Zukunftsinvestitionsprogramms der Bundesregierung. Die Preisträger sollten damit frei von bürokratischen Zwängen an einer Forschungseinrichtung in Deutschland arbeiten können. Damals war es der höchstdotierte deutsche Wissenschaftspreis. Er ist seitdem nicht noch einmal vergeben worden.
Der Namensgeber Wolfgang Paul war zehn Jahre lang Präsident der Alexander-von-Humboldt-Stiftung.

## Preisträger
2001 waren Preisträger:
- Hilmar Bading, Neurobiologie, Cambridge
- Christiane Fellbaum, Linguistik, Princeton University
- Alex B. Gershman, Nachrichtentechnik, Russische Akademie der Wissenschaften
- Joachim Herz, Neurobiologe, University of Texas, Dallas
- Ataç İmamoğlu, Optik, University of California, Santa Barbara
- Josef A. Käs, Biophysik, University of Texas, Austin
- Alexei Khokhlov, Polymerphysik, Lomonossow-Universität, Moskau
- Marc Levine, Mathematik, Northeastern University
- Ferenc Nagy, Biochemie, Ungarische Akademie der Wissenschaften
- Roberto Ragazzoni, Astronomie, Nationales Institut für Astrophysik, Padua
- Barry Smith, Philosophie, State University of New York at Buffalo
- Alexander V. Sobolov, Geochemiker, Russische Akademie der Wissenschaften
- Michele Solimena, Zellbiologie, Yale
- Andrew Webb, Biophysik, University of Illinois, Urbana